# Jakob Söderbaum
Carl Jakob Peter Söderbaum, född 30 juni 1971, är sedan oktober 2015 vd i konsultfirman V15 Konsult & Investment AB.
Han har bland annat varit affärsområdeschef på Bwin, vd på Spray, COO på Postkodlotteriet, olika chefsjobb inom Viasat, MTG, Metro International S.A. och Klarna samt vd för Wywallet och Online Group.
Söderbaum har en master-examen från KTH, är civilingenjör i industriell ekonomi och har läst vid Handelshögskolan i Stockholm.